# Енепетал
Енепетал (њем. Ennepetal) град је у њемачкој савезној држави Северна Рајна-Вестфалија. Једно је од 9 општинских средишта округа Енепе-Рур. Према процјени из 2010. у граду је живјело 31.111 становника. Посједује регионалну шифру (AGS) 5954008.

## Географски и демографски подаци
Енепетал се налази у савезној држави Северна Рајна-Вестфалија у округу Енепе-Рур. Град се налази на надморској висини од 200 метара. Површина општине износи 57,4 km². У самом граду је, према процјени из 2010. године, живјело 31.111 становника. Просјечна густина становништва износи 542 становника/km².

## Међународна сарадња
| Мјесто   | Држава  | Врста сарадње | Од    |
| -------- | ------- | ------------- | ----- |
| Вилворде | Белгија | партнерство   | 1973. |
| Извор    |         |               |       |